# John Hardy
John Hardy, född 1820 i Gateshead, död 23 juni 1896 i Wien, var en brittisk järnvägstekniker och uppfinnare. Han var far till John George Hardy.
Hardy, som var son till en modellbyggare, utbildade sig till låssmed och arbetade på olika verkstäder, en tid under George Stephenson. Vid 21 års ålder flyttade han till Frankrike och 1860 till Österrike, där han blev föreståndare för sydbanebolagets verkstäder. Han gjorde sig känd som vakuumbromsens uppfinnare (1878) och 1885 drog han sig tillbaka till privatlivet. Han tros ha varit den siste av Stephensons assistenter.

## Fotnoter
1. ↑  Österreichisches Biographisches Lexikon 1815–1950, Österrikes vetenskapsakademi, Österreichisches Biographisches Lexikon-ID: H/Hardy_John_1821_1896, läs online, läst: 22 augusti 2021.[källa från Wikidata]